# Arp 180
Arp 180 ist ein interagierendes Galaxienpaar im Sternbild des Eridanus. Da die Galaxie zwei weit ausschweifende Arme besitzt, geht man davon aus, dass sie vermutlich das Resultat der Verschmelzung zweier Galaxien ist. Halton Arp gliederte seinen Katalog ungewöhnlicher Galaxien nach rein morphologischen Kriterien in Gruppen. Diese Galaxie gehört zu der Klasse Galaxien mit schmalen Filamenten.